# Хмелев (Соколовський повіт)
Хмелев (пол. Chmielew) — село в Польщі, у гміні Соколів-Підляський Соколовського повіту Мазовецького воєводства.
Населення — 162 особи (2011).
У 1975-1998 роках село належало до Седлецького воєводства.

## Демографія
Демографічна структура станом на 31 березня 2011 року:
|          | Загалом | Допрацездатний вік | Працездатний вік | Постпрацездатний вік |
| -------- | ------- | ------------------ | ---------------- | -------------------- |
| Чоловіки | 79      | 19                 | 54               | 6                    |
| Жінки    | 83      | 21                 | 44               | 18                   |
| Разом    | 162     | 40                 | 98               | 24                   |